# Music Man StingRay Bass
Pour les articles homonymes, voir Stingray.
La Music Man StingRay Bass est une guitare basse électrique de la marque Music Man créée par Leo Fender et commercialisée à partir de 1976.

## Histoire

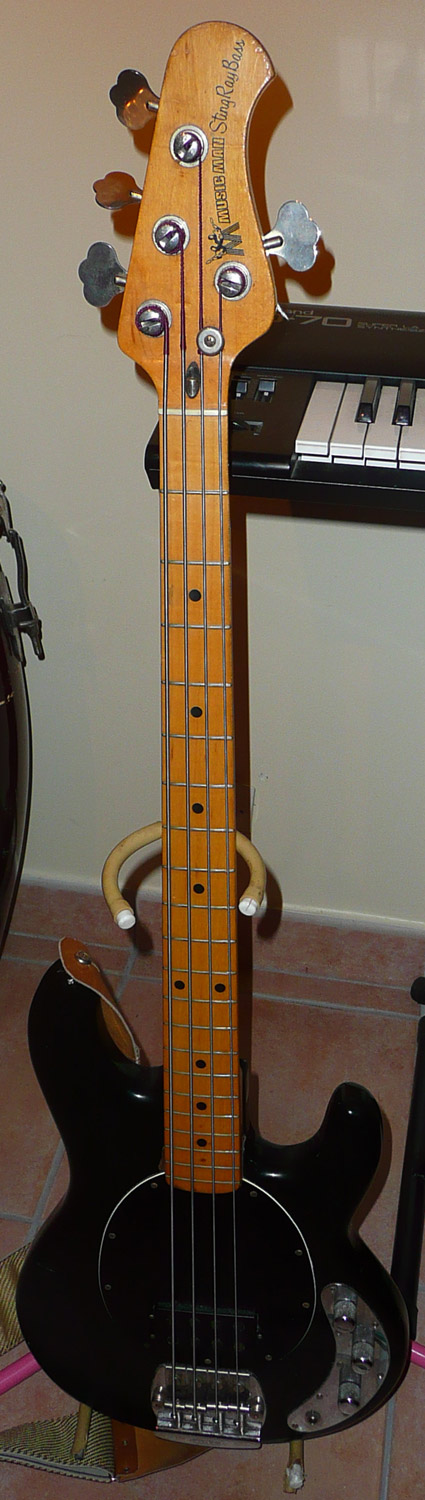
La StingRay originale (modèle 1979)

Leo Fender, créateur des plus célèbres instruments du rock, comme la Stratocaster, la Telecaster ou les Jazz Bass et Precision Bass dans les années 1950, vend son entreprise Fender à la firme CBS en 1965 pour 13 millions de dollars. Une clause de non-concurrence de dix années lui est contractuellement imposée, pendant lesquelles il ne crée donc aucun instrument de musique.
Au début des années 1970, les employés de Fender Forrest White et Tom Walker quittent l'entreprise propriété de CBS pour monter leur propre compagnie en 1972 sous le nom de Tri-Sonics. Après avoir été dénommée Musitek, l'entreprise fondée par White et Walker prend finalement le nom de Music Man, en 1974. Libéré de ses contraintes, Leo Fender en est nommé président en 1975.La fabrication des premières StingRay est entamée en juin 1976. Ces tout premiers opus, munis d'un corps en frêne ou en aulne et d'un manche en érable, sont équipés d'un cordier traversant. Cette caractéristique, commune aux basses Fender Precision dans les années 1951-1957, est délaissée à partir du début des années 1980, lors du rachat de Music Man par Ernie Ball. 
Conçue par Leo Fender, Tom Walker et Sterling Ball (bassiste-testeur pour Music Man) dans les ateliers de Leo Fender à Fullerton, Californie, la StingRay, instrument innovant, va rapidement devenir très populaire parmi les bassistes les plus réputés de la planète, et faire la renommée de cette nouvelle entreprise.
Après une succession de problèmes tant humains qu'industriels, Leo Fender quitte Music Man en 1979, pour fonder G&L,, tandis que la firme, qui n'arrive pas à vendre correctement ses autres instruments (comme les modèles Sabre, guitares et basses), est rachetée par Ernie Ball en 1984. Depuis lors, la StingRay porte ce nom sur sa tête de manche.

## Principales caractéristiques

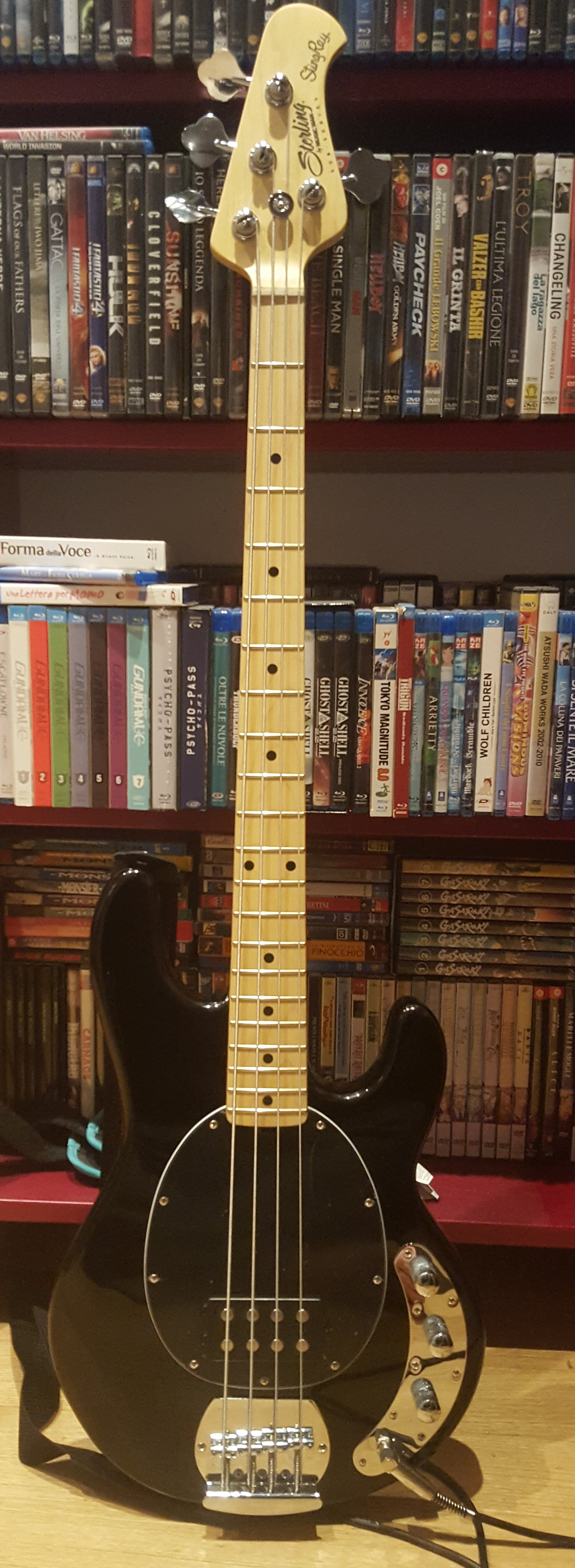
Sterling StingRay

Cette basse, qui se caractérise visuellement par le fait qu'une des quatre mécaniques (le sol) est placée en bas de la tête du manche, devient le symbole du son « funk » de la fin des années 1970/début des années 1980. C'est une basse active, la StingRay permettant de forger la réputation de ce type de conception électronique auprès du grand public. Le son est en effet puissant, le micro étant préamplifié et l'instrument muni d'une pile de 9 volts nichée dans une petite trappe au dos pour le faire fonctionner. Les slappeurs en raffolent.
Les premières versions de la StingRay sont dotées d'un équaliseur 2-bandes (c'est-à-dire deux potentiomètres de graves et d'aigus) puis elle sort dans une version dotée d'un équaliseur 3-bandes (graves, middle et aigus). Ce système, très innovant, rend possible la modulation des fréquences médianes, comme des basses et des hautes, ce qui n'était pas possible avec les basses sans préampli.
En 1987, sous la marque "Ernie Ball Music Man", et par conséquent conçue par les équipes Ernie Ball de San Luis Obispo, Californie, sort une version 5-cordes, la Stingray 5. La 5e corde étant un do ou un si grave (selon la façon dont on décide de l'accorder).

## Principaux utilisateurs
Beaucoup de bassistes vont utiliser la StingRay, notamment dans le jazz-rock  mais aussi dans des genres plus populaires. Bernard Edwards, le bassiste de Chic, popularise la StingRay à travers des tubes mondiaux comme Le Freak (1978) ou Good Times (1979) (repris par les Sugarhill Gang dans le fameux Rapper's Delight). Parmi les autres utilisateurs prestigieux de cette basse, on trouve Flea des Red Hot Chili Peppers, John Deacon (Queen), Tony Levin, notamment bassiste attitré de Peter Gabriel, Louis Johnson, fameux slappeur des Brothers Johnson, Guy Pratt, bassiste de Pink Floyd après le départ de Roger Waters, Simon Gallup des Cure, Gerry McAvoy (Rory Gallagher), Boz Burrell (Bad Company), Tom Hamilton (Aerosmith), Ross Valory (Journey), etc.

Le bassiste Pino Palladino, utilise lui aussi la Stingray, mais dans une version fretless dont le son est resté fameux dans des chansons de Paul Young. Tim Commerford bassiste de Rage against the machine et Audioslave même s'il utilisait plutôt une jazz bass avec ce dernier.